# Centro espacial John F. Kennedy
El Centro Espacial Kennedy (oficialmente en inglés John F. Kennedy Space Center o KSC; en español: Centro Espacial John F. Kennedy) fue construido en los Estados Unidos con el objetivo inicial de servir como sitio de lanzamiento para el cohete Saturno V, el vehículo espacial funcional más grande y poderoso de la historia. Propuesto por el presidente estadounidense John F. Kennedy, buscaba servir al programa espacial Apolo. El nombre del centro espacial en honor a Kennedy fue dado por su sucesor, Lyndon B. Johnson, después de que Kennedy muriera asesinado en 1963. Desde el fin del programa Apolo de la agencia espacial NASA en 1972, el Centro Espacial Kennedy ha sido usado para todas las misiones espaciales tripuladas desde diciembre de 1968.  
Aun cuando dichas misiones tripuladas se encuentran inactivas, el Centro Espacial Kennedy continúa en funcionamiento administrando y operando instalaciones para misiones no tripuladas en la contigua Estación de la Fuerza Espacial de Cabo Cañaveral. Su Edificio de Ensamblaje de Vehículos A (VAB por sus siglas en inglés) es el cuarto edificio más grande del mundo por volumen, y llegó a ser el más grande cuando se terminó su construcción en 1965.
Localizado en Merritt Island, el Centro Espacial se encuentra al norte-noroeste de Cabo Cañaveral, ubicado en el Océano Atlántico, a mitad de camino entre Miami y Jacksonville, en la Costa Espacial de Florida. Sus dimensiones son aproximadamente 55 km de largo, y alrededor de 10 km de ancho, cubriendo un total de 570 km². Un total de 13.100 empleados trabajaban en el Centro Espacial en 2011. Aproximadamente 2100 de ellos son empleados pertenecientes al gobierno, el resto son contratistas.

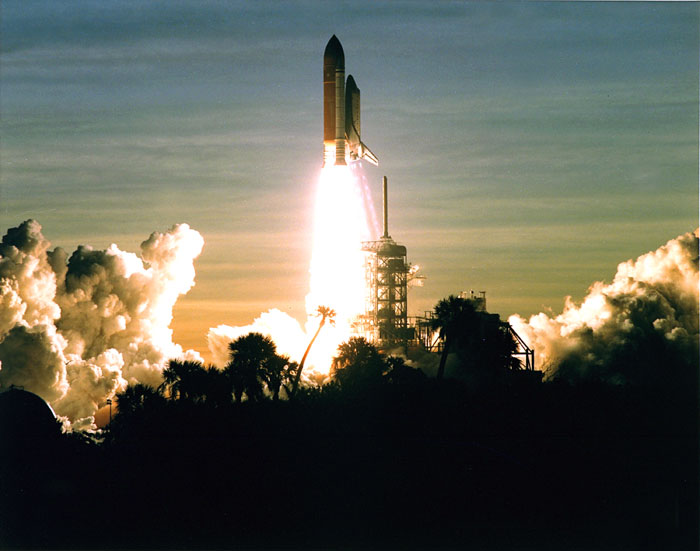
STS-60 lanzamiento de un transbordador desde la plataforma 39A el 3 de febrero de 1994.

Desde diciembre de 1968, todas las operaciones de lanzamiento han sido dirigidas desde las plataformas A y B en el Complejo de lanzamiento 39. Ambas plataformas se encuentran en el océano a 5 km al este del VAB. De 1969 a 1972, el Complejo de Lanzamiento 39 fue el punto de partida para todas las misiones tripuladas del Programa Apolo (las cuales sumaban un total de 6), usando el cohete Saturno V. El Saturno V fue el vehículo de lanzamiento operacional más grande y poderoso de la historia. posteriormente, sería usado de 1981 a 2011 para todos los lanzamientos del Transbordador Espacial. La Shuttle Landing Facility, localizada justo al norte, fue usada para aterrizajes del Transbordador, y se ubica entre las pistas de aterrizaje más largas del mundo.
El Área Industrial del CEK, donde se encuentran muchas de las instalaciones de soporte del Centro, se encuentra a 8 km del Complejo de Lanzamiento 39 (LC-39, por sus siglas en inglés). Esta Área Industrial incluye el edificio de los Cuarteles Generales del CEK, el Edificio de Operaciones y "Checkout", y las instalaciones de la Central de Instrumentación. El CEK también albergaba a la estación de Merritt Island para Seguimiento de Vuelos Espaciales y Red de Datos (o MILA por sus siglas en inglés), una infraestructura clave para comunicaciones por radio y seguimiento a naves espaciales. El Centro opera su propia red de transporte por riel.
El CEK es una gran atracción turística en Florida, y se ubica a aproximadamente una hora de viaje en auto del área de Orlando.
El Complejo para Visitantes del ofrece tours públicos del CEK y de la Estación de la Fuerza Aérea de Cabo Cañaveral. Debido a que gran parte del complejo es un área restringida y solo el nueve por ciento de la zona está en uso, el lugar también sirve de un importante santuario para la vida salvaje; "Mosquito Lagoon", "Indian River", " Merritt Island National Wildlife Refuge" y "Canaveral National Seashore" son otros servicios con los que cuenta el área. Los trabajadores del centro pueden encontrar águilas calvas, caimanes del Mississipi, cerdos salvajes, cascabeles diamantino del este, panteras de Florida y manatíes del Caribe. El CEK es uno de los diez mayores centros de campo de la NASA y posee varias instalaciones registradas en el Registro Nacional de Lugares Históricos.

## Historia
El Centro Espacial Kennedy fue creado para el programa Apolo tripulado a la Luna, y ha ido evolucionando para satisfacer las necesidades cambiantes del programa espacial tripulado estadounidense. Cuando la NASA fue creada en 1958 durante la presidencia del presidente Dwight D. Eisenhower, su operación de lanzamiento era conocida originalmente como Launch Operations Directorate (LOD), reportándose al Centro Marshall de vuelos espaciales en Alabama. Este consistía en unos pocos edificios en el Área Industrial del Anexo de Pruebas de Misiles de Cabo Cañaveral, más tarde conocido como la Estación de la Fuerza Aérea en Cabo Cañaveral.

### Programa Apolo
El objetivo del Presidente John F. Kennedy en 1961 de un alunizaje antes de 1970 requería de una expansión de las operaciones de lanzamiento hacia Merritt Island. La NASA comenzó la adquisición de terreno en 1962, comprando el título de 340 kilómetros cuadrados, y negociando con el estado de Florida por unos adicionales 230 kilómetros cuadrados. Los edificios más grandes en el Área Industrial del KEC fueron diseñados por el arquitecto Charles Luckman.
El primero de julio de 1962, el sitio fue nombrado como "'Centro de Operaciones de Lanzamiento'" (o "Launch Operations Center" en inglés), adquiriendo el mismo estatus que otros centros de la NASA. El 29 de noviembre de 1963 fue cuando el presidente Lyndon B. Johnson le dio su nombre actual, bajo la orden ejecutiva 11129  (Executive Order 11129), seguido al asesinato del presidente John F. Kennedy. La orden de Johnson unió ambos, el Centro de Operaciones de Lanzamiento (o LOC, por sus siglas en inglés), y la Estación de la Fuerza Aérea de Cabo Cañaveral (las instalaciones de la Estación n.º 1 del "Atlantic Missile Range"). Ambas instituciones, una civil y una militar, fueron unificadas por Johnson con el nombre de "Centro Espacial John F. Kennedy", ocasionando cierta confusión al público al unirse ambas instituciones. El administrador de la NASA James E. Webb aclaró esta confusión con una directiva que decía que el nombre del "Centro Espacial Kennedy" solo aplicaba al LOC, mientras que la Fuerza Aérea lanzó una orden general renombrando el centro militar de lanzamientos como "Estación de la Fuerza Aérea del Cabo Kennedy" (Cape Kennedy Air Force Station).

#### Complejo de Lanzamiento 39

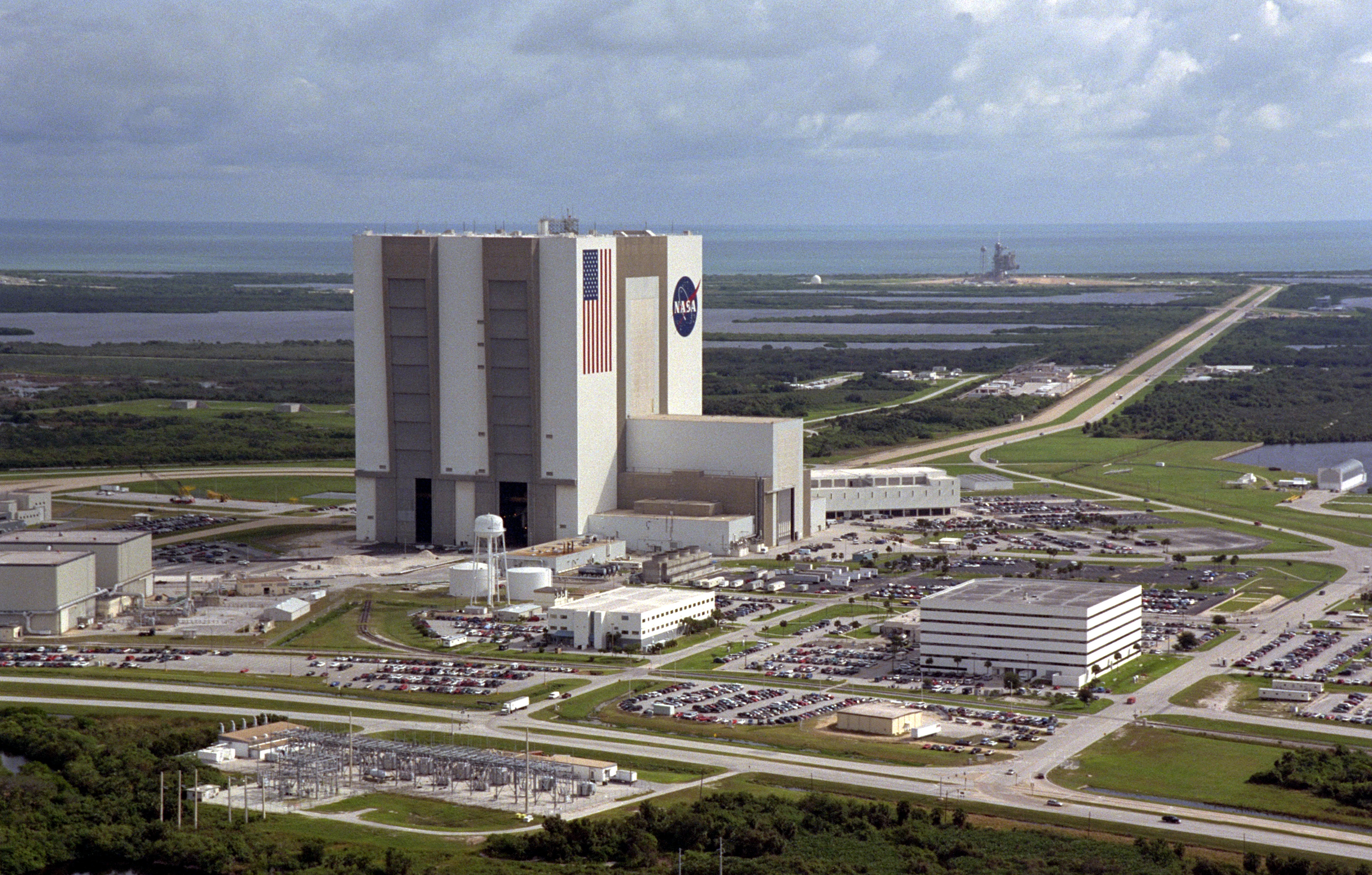
El Edificio de ensamblaje de vehículos (centro) en 1999, con el Centro de Control de Lanzamiento anexado a su derecha, y las plataformas A y B a distancia.

Misiones tripuladas a la Luna requerían de un gran cohete Saturno V de tres etapas (con 111 metros de alto y 10 metros de diámetro). En el CEK, el Complejo de lanzamiento 39 (o LC-39, por sus siglas en inglés) fue construido en Merritt Island para alojar al nuevo cohete. La construcción del proyecto de 800 millones de dólares comenzó en noviembre de 1962. Las plataformas A y B estuvieron terminadas para octubre de 1965 (una plataforma C ya planeada fue cancelada), el VAB estuvo completado en junio de 1965, y la infraestructura para finales de 1966. El complejo incluía un hangar capaz de albergar cuatro Saturno V, el VAB (3.700.000 m³); un transporte de orugas capaz de cargar con 5400 toneladas junto con un camino capaz de soportar al vehículo que lleva a cualquiera de las dos plataformas; y una estructura de servicio móvil (o torre de lanzamiento) de 136 m de alto. Tres plataformas de lanzamiento móviles, cada una con su propia torre de lanzamiento fija, también se construyeron. El LC-39 también incluye el centro de control de lanzamiento y un sitio para la prensa.
De 1967 a 1973, se llevaron a cabo 13 lanzamientos de Saturnos V, incluyendo las diez misiones Apolo restantes después del Apolo 7. La primera de tres misiones no tripuladas, el Apolo 4 (Apolo-Saturno 501) el 9 de noviembre de 1967, fue también el primer lanzamiento de un cohete desde el CEK. El primer lanzamiento tripulado del Saturno V el 21 de diciembre de 1968, fue la misión de órbita lunar Apolo 8. Las siguientes dos misiones probaron el Módulo lunar: Apolo 9 (órbita terrestre), y Apolo 10 (órbita lunar). El Apolo 11, lanzado el 16 de julio de 1969 desde la plataforma 39A, logró el primer alunizaje el 20 de julio. El Apolo 12 le siguió dos meses después.

### 1970
En el periodo de 1970-1972, el programa Apolo concluyó en el CEK con los lanzamientos de las misiones 13 a 17. El 14 de mayo de 1973, el último lanzamiento del Saturno V puso la estación espacial Skylab en órbita desde la plataforma 39A. La plataforma 39B, modificada para los Saturnos IBs, fue usada para lanzar tres misiones tripuladas al Skylab ese año, así como el último vehículo espacial Apolo para el Proyecto de pruebas Apolo-Soyuz en 1975.  
En 1976, el área de estacionamiento del VAB fue la localización para el "Third Century America", una exposición de ciencia y tecnología conmemorando el Bicentenario de los Estados Unidos. Simultáneamente a este evento, la bandera estadounidense fue pintada en el lado sur del VAB. Durante los fines de los 1970, el LC-39 fue reconfigurado para funcionar con el Transbordador Espacial. Dos instalaciones de procesamiento orbital fueron construidas cerca del VAB como hangares, con un tercero añadido en la década de los 80.

### 1980–2000: Transbordador Espacial
Debido a la construcción del Transbordador Espacial, la NASA recibió propuestas para construir sitios de aterrizaje y lanzamiento alternativos en locaciones distintas al CEK, lo cual requería de estudio. El CEK poseía importantes ventajas: las instalaciones que ya poseía, su localización en el Canal Intracostero del Atlántico , y su latitud sureña, la cual representa una ventaja con respecto a locaciones ubicadas más cerca del ecuador debido a la velocidad de lanzamiento. Sin embargo, también poseía desventajas: la incapacidad de lanzar misiones militares de manera segura hacia una órbita polar, debido a que era muy probable que los propulsores, una vez usados, cayeran en las Islas Carolinas o Cuba; la corrosión ocasionada por la sal en el aire; y un clima nublado o tormentoso frecuente. Incluso cuando la construcción de una nueva instalación en el Campo de Misiles de White Sands en Nuevo México fue seriamente considerada, la NASA anunció su decisión de usar el CEK para el transbordador en abril de 1972. Debido a que el transbordador no podía ser aterrizado de manera automática o por control remoto, el lanzamiento del Columbia el 12 de abril de 1981, para su primera misión orbital STS-1, fue el primer vuelo tripulado de la NASA que no hizo pruebas no tripuladas antes del lanzamiento oficial.

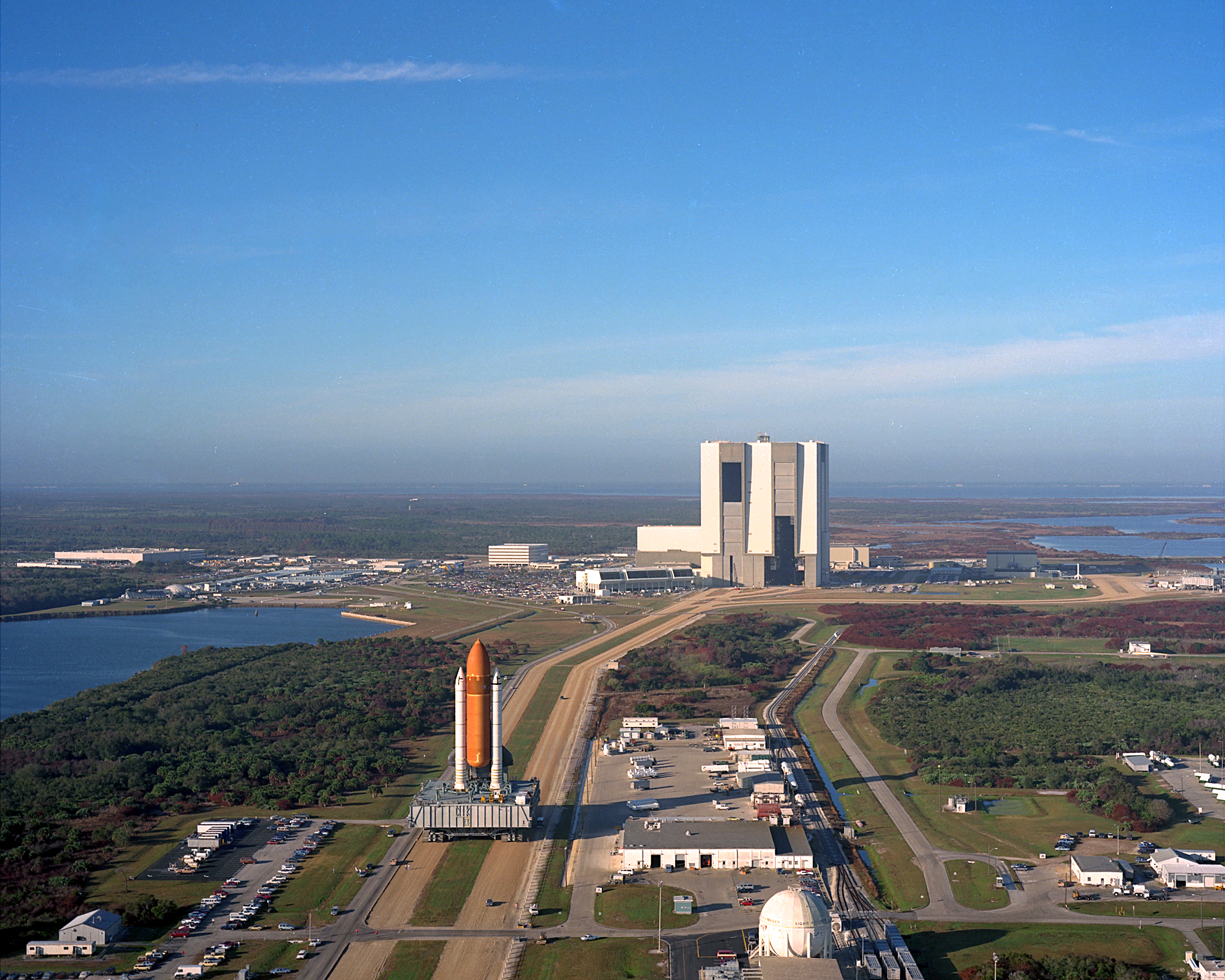
El Transbordador espacial Atlantis es transportado a la plataforma de lanzamiento 39A para el lanzamiento de la misión STS-36 en 1990.

La Instalación de Aterrizaje del Transbordador (SFL por sus siglas en inglés) de 4,6 km fue el principal sitio de término de sus misiones, aunque el primer aterrizaje del CEK no tuvo lugar hasta el décimo vuelo, cuando el Challenger completó la STS-41-B el 11 de febrero de 1984. El sitio de aterrizaje principal hasta ese momento fue la Base de la Fuerza Aérea Edwards en California, y fue usado subsecuentemente como un sitio de reserva. El SLF también proveía de una opción "return-to-launch-site (RTLS) abort", la cual no fue utilizada.
Después de 24 vuelos exitosos del transbordador, el Challenger tuvo un accidente y se destruyó 73 segundos después del despegue de la misión STS-51-L el 28 de enero de 1986; este fue el primer lanzamiento de transbordador desde la plataforma 39B y el primer vuelo tripulado de los Estados Unidos que presentó un fallo, el cual terminó con la vida de siete miembros de la tripulación. Un sello de una junta tórica en el propulsor derecho del cohete falló en el despegue, subsecuentemente llevando a fallos estructurales. Los vuelos se reiniciaron el 29 de septiembre de 1988, con la misión STS-26, después de muchas modificaciones a muchos aspectos del programa del transbordador.
El primero de febrero de 2003, el Columbia y sus siete tripulantes se perdieron durante la reentrada atmosférica sobre Texas durante la misión STS-107 (el vuelo 113 del transbordador). Esto fue causado por una ruptura en el vehículo desencadenada por daño obtenido durante el lanzamiento llevado a cabo en la plataforma 39A en enero 16, cuando una pieza de aislante del tanque externo del transbordador colisionó con el ala izquierda. Durante la reentrada, el daño creó un agujero, permitiendo que gases calientes derritieran la estructura del ala. Al igual que el accidente del Challenger, las investigaciones y modificaciones resultantes interrumpieron las operaciones de vuelo del transbordador en el CEK durante más de dos años hasta el lanzamiento de la misión STS-114 el 26 de julio de 2005. 
El programa del transbordador experimentó cinco apagones de los motores principales del transbordador en el LC-39, todos a menos de cuatro segundos antes de los despegues; también experimentó un aborte a órbita en la misión STS-51-F el 29 de julio de 1985. Las misiones del transbordador durante los 30 años de operaciones incluyeron el despliegue de satélites y sondas interplanetarias, la conducción de experimentos de ciencia y tecnología espaciales, visitas a la estación espacial MIR rusa, la construcción y mantenimiento de la Estación Espacial Internacional, el despliegue y mantenimiento del Telescopio espacial Hubble, y el mantenimiento del Spacelab, o Laboratorio Espacial. El transbordador fue retirado de servicio en julio de 2011, después de 135 lanzamientos.  
El 28 de octubre de 2009, el lanzamiento del cohete Ares I-X desde la plataforma 39B fue el primer vuelo no tripulado desde el CEK desde el lanzamiento de la estación del Skylab en 1973.

### 2010
El fin del programa del transbordador en 2011 produjo una significativa reducción de la fuerza de trabajo del CEK, de manera similar a la experimentada al término del programa Apolo en 1972. La NASA actualmente se encuentra diseñando el siguiente vehículo pesado de lanzamiento, conocido como el Transbordador SLS, con el propósito de continuar con misiones tripuladas al espacio. La plataforma 39A ha sido dejada en la configuración para el lanzamiento del Transbordador Espacial; la plataforma 39B ha sido desmantelada hasta su base para que pueda soportar el nuevo cohete y favorecer el concepto de una "plataforma limpia". 
Como parte de esta reducción de actividades, 6000 contratistas perdieron sus trabajos en el centro durante el 2010 y 2011.

## Instalaciones
Las instalaciones del CEK están directamente relacionadas con su objetivo de lanzar, y en algunos casos recuperar, misiones tripuladas y no tripuladas. Las instalaciones están disponibles para preparar y mantener para vuelo naves espaciales y cargas. El edificio de los Cuarteles Generales (HQ) alberga oficinas para el director del centro, una librería, archivos en foto y vídeo, una casa de imprenta y a seguridad.
Las cargas son recibidas, procesadas e integradas juntas en el edificio de Operaciones y Checkout (OC) desde los 1960 cuando se efectuaban los programas Apolo y Gemini, en los 70 con el programa Skylab, y en los 80 y 90 para segmentos iniciales de la estación Espacial Internacional. La "Space Station Processing Facility" (SSPF), de tres pisos y 457.000 pies cuadrados, consiste en dos bahías de procesamiento, una esclusa de aire, habitaciones de control operacionales, laboratorios, áreas de logística y espacio de oficinas para soporte de cargas no peligrosas del transbordador y la Estación Espacial de acuerdo con estándares ISO 14644-1 clase 5. La "Vertical Processing Facility" (VPF) tiene una puerta de 22 por 12 metros donde las cargas que son procesadas en la posición vertical en que son llevadas y manipuladas por arriba con dos grúas y un montacargas capaz de cargar hasta 35 toneladas cortas. El "pergolic Maintenance and Checkout Facility" (HMCF) comprende tres edificios que están aislados del resto del área industrial debido a los materiales peligrosos que ahí se manejan. Módulos de propulsión hiperbólica que conformaban el sistema de control de reacción del Transbordador Espacial, sistema de maniobras orbitales y unidades de poder auxiliares fueron guardadas y se les dio mantenimiento en el HMCF.

## Clima

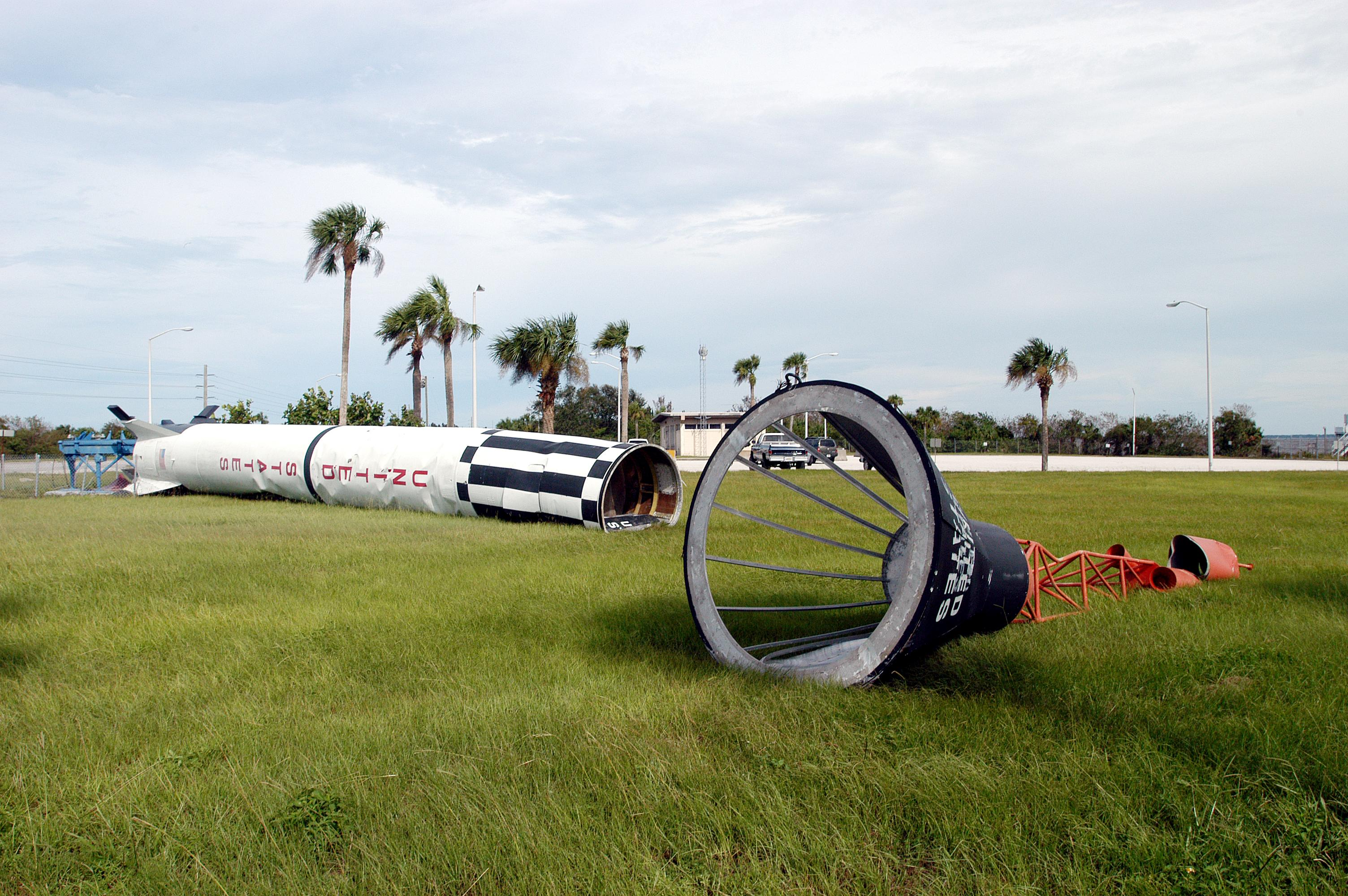
Un cohete Mercury Redstone en exhibición en la Puerta 3 fue volcado por el Huracán Frances el 7 de septiembre de 2004.

La forma y temperatura peninsular de Florida contrasta entre la tierra y el océano, creando condiciones ideales para tormentas eléctricas, ganándole a Florida Central su reputación como "la capital de los rayos de los Estados Unidos" ("lightning capital of the United States"). Esto hace necesaria la utilización extensiva de sistemas de detección y protección contra rayos para proteger a los empleados, estructuras, y vehículos espaciales en las plataformas de lanzamiento. El 14 de noviembre de 1969, el Apolo 12  fue golpeado por un rayo justo después del despegue desde la plataforma de lanzamiento 39A, pero el vuelo continuo de manera segura. El rayo más poderoso grabado golpeando las instalaciones en el CEK ocurrió en el LC-39B el 25 de agosto de 2006, mientras el transbordador Atlantis estaba siendo preparado para la misión STS-115. En un inicio, los gerentes de la NASA estaban preocupados porque el rayo hubiera causado algún daño al Atlantis, pero ningún tipo de daño fue encontrado. 
En agosto de 2004, el Huracán Charley causó daños al Centro Espacial Kennedy estimados en $700,000 dólares . El 7 de septiembre de 2004, el Huracán Frances golpeó el área de manera directa con vientos constantes de 110 kilómetros por hora y ráfagas de hasta 150 kilómetros por hora, siendo esta lo tormenta que más ha causado daño hasta la fecha. El edificio de Ensamblaje de Vehículos perdió 1000 paneles exteriores, cada uno de 1,2 x 3 metros de tamaño. Esto expuso al clima 39,800 pies cuadrados del edificio. Los lados este y sur del VAB fueron dañados. la Instalación del Sistema de Protección Térmica del transbordador sufrió de daños extensivos. El tejado fue arrancado parcialmente y el interior sufrió de daño por agua. Numerosos cohetes en exhibición en el centro fueron volcados. Huracán Wilma causó más daño en octubre de 2005.

## Directores del CEK

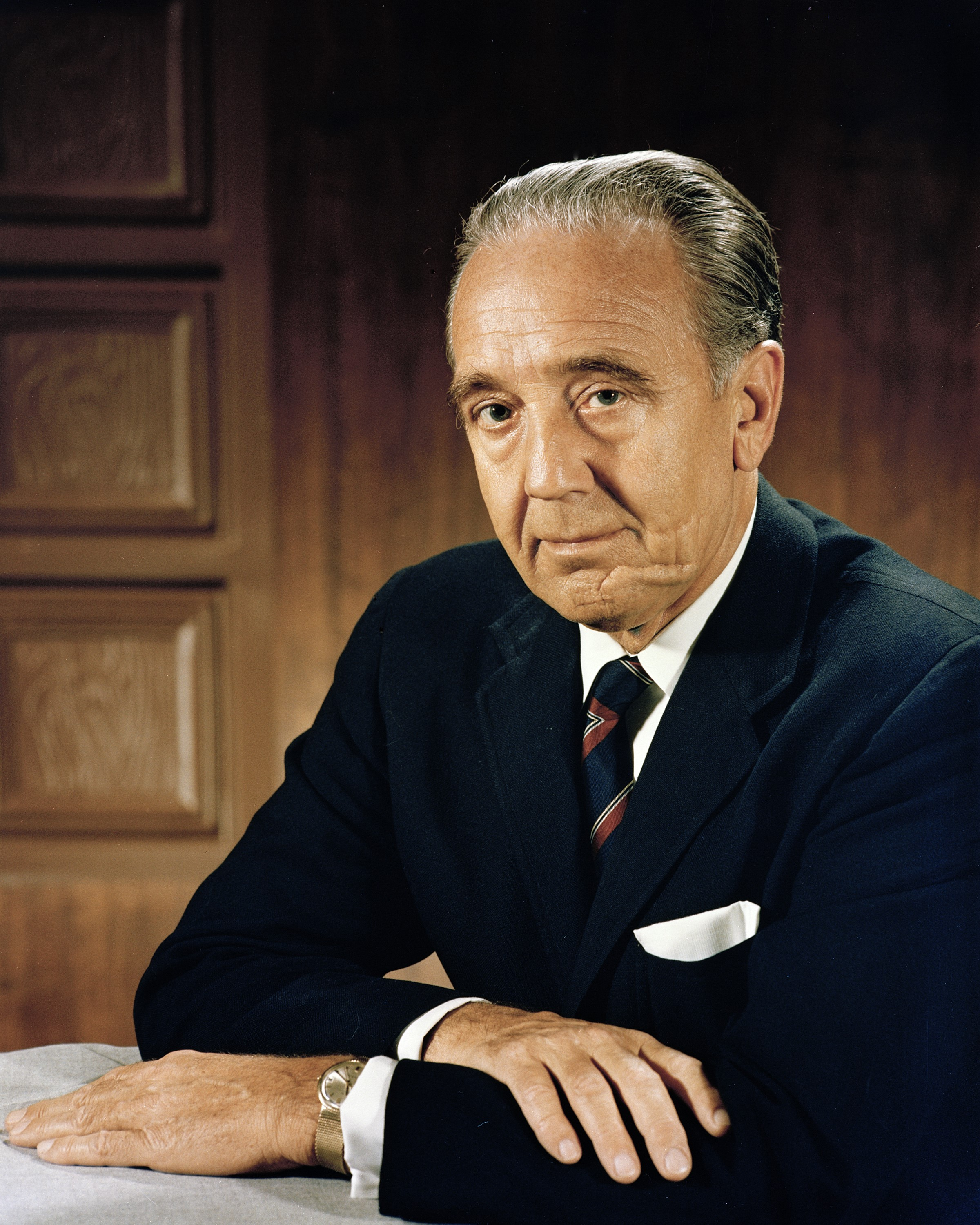
El Dr. Kurt Debus, primer director del CEK

Desde la formación del CEK, diez oficiales de la NASA han servido como directores, incluyendo tres ex astronautas (Crippen, Bridges and Cabana):  
| Nombre               | Inicio                   | Fin                     | Referencia |
| -------------------- | ------------------------ | ----------------------- | ---------- |
| Dr. Kurt H. Debus    | Julio de 1962            | Noviembre de 1974       | [ 22 ]     |
| Lee R. Scherer       | 19 de enero de 1975      | 2 de septiembre de 1979 | [ 23 ]     |
| Richard G. Smith     | 26 de septiembre de 1979 | 2 de agosto de 1986     | [ 24 ]     |
| Forrest S. McCartney | 31 de agosto de 1987     | 31 de diciembre de 1991 | [ 25 ]     |
| Robert L. Crippen    | Enero de 1992            | Enero de 1995           | [ 26 ]     |
| Jay F. Honeycutt     | Enero de 1995            | 2 de marzo de 1997      | [ 27 ]     |
| Roy D. Bridges, Jr.  | 2 de marzo de 1997       | 9 de agosto de 2003     | [ 28 ]     |
| James W. Kennedy     | 9 de agosto de 2003      | Enero de 2007           | [ 29 ]     |
| William W. Parsons   | Enero de 2007            | Octubre de 2008         | [ 30 ]     |
| Robert D. Cabana     | Octubre de 2008          | Presente                | [ 31 ]     |

## Fuerza laboral
Un total de 13.100 personas han trabajado en el centro hasta el 2011. Aproximadamente 2100 son empleados del gobierno federal, el resto son contratistas. El promedio de salario anual para un trabajador de sitio en 2008 era $77.235 dólares.

## Complejo de Visitantes

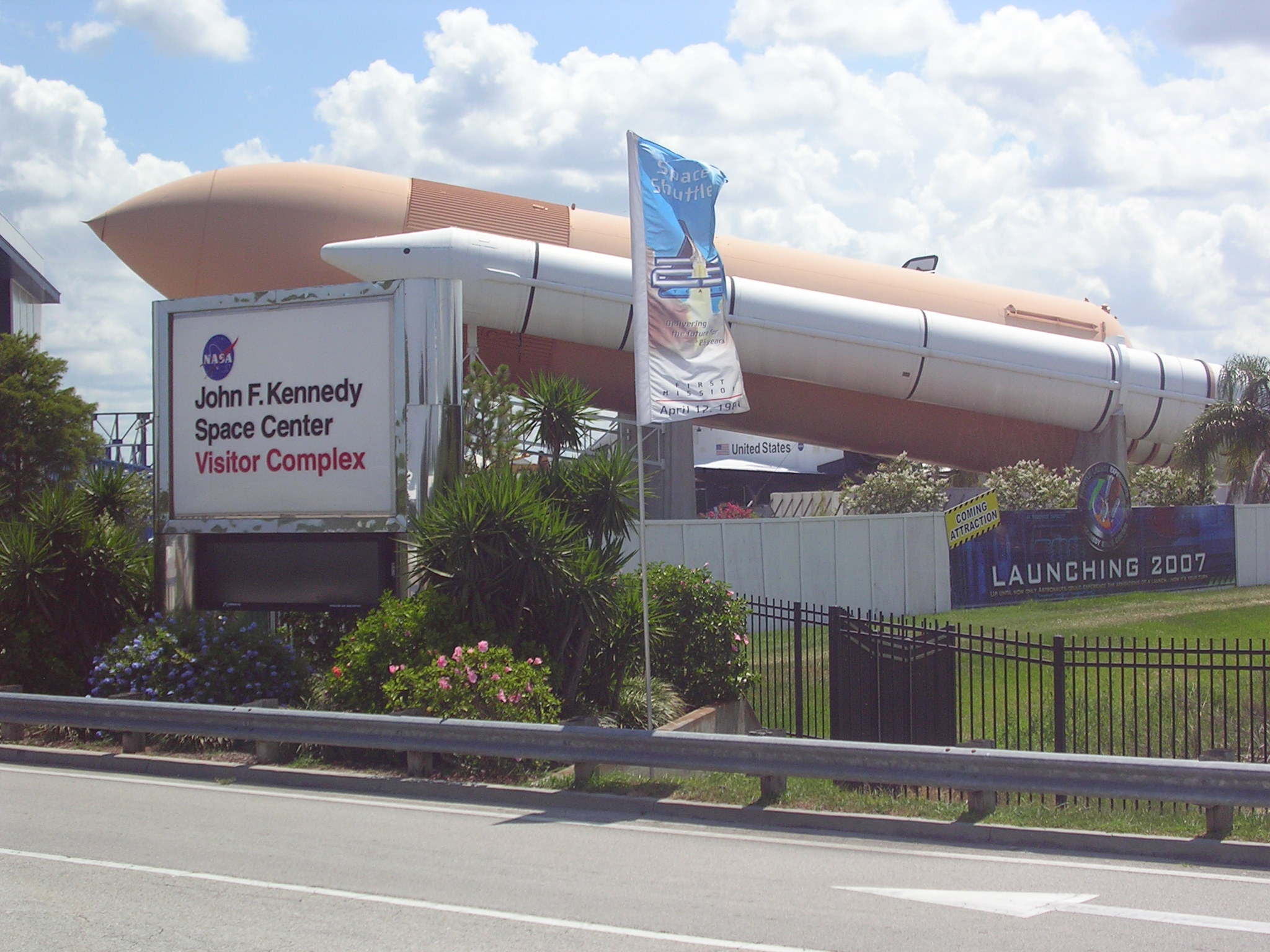
Puerta al Complejo de Visitantes del CEK en 2006; un modelo del Transbordador Espacial Explorer está en el fondo.

El Complejo de Visitantes del CEK, operado por Delaware North desde 1995, tiene una variedad de exhibiciones, artefactos, displays, y atracciones acerca de la historia y el futuro de la exploración espacial humana y robótica. También es un punto popular para observar lanzamientos de cohetes desde la Costa Espacial, con guías disponibles para conocer los horarios y mejores lugares de observación. Los tours en autobús del CEK se originan de aquí. El complejo tiene por separado el Centro del Saturno V, que se encuentra al norte del VAB, y también el salón de la Fama de Astronautas Estadounidense, a 10 kilómetros al oeste, cerca de Titusville. Hubo alrededor de 1,5 millones de visitantes en 2009. Tenía aproximadamente 700 empleados.

## Instalaciones del CEK registradas en el Registro Nacional de Lugares Históricos de Estados Unidos
Las instalaciones incluidas en el Registro Nacional de Lugares Históricos en Florida son:
- Instalación de Instrumentación Central
- "Crawlerway"
- Edificio de Cuarteles Generales
- Complejo de lanzamiento 39
  - Complejo de lanzamiento 39A
  - Complejo de lanzamiento 39B
- Centro de Control de Lanzamiento
- Missile Crawler Transporter Facilities
- Edificio de Operaciones y Checkout
- Sitio para Prensa – Reloj y Asta Bandera
- Edificio de Ensamblado de Vehículos – Bahía alta y Bahía baja

## Seguridad
La fuerza de seguridad policíaca, y particularmente el Equipo de respuesta a Emergencias (ERT por sus siglas en inglés), son equipos armados de respuesta de tiempo completo. Estos tienen al menos cinco operadores y un jefe en guardia en cualquier momento. Cuando no están involucrados en operaciones especiales, entrenamiento, o ayudando a alguna de las muchas evoluciones del Transbordador Espacial que requerían de protección del ERT, los oficiales se involucraban en actividades de rutina que contribuían al programa de seguridad del lugar.